# Novoalekséyevski (Adiguesia)
Novoalekséyevski (del ruso: Новоалексеевский) es un jútor del raión de Koshejabl en la república de Adiguesia de Rusia. Está situado 11 km al oeste de Koshejabl y 41 km al nordeste de Maikop, la capital de la república. Tenía 390 habitantes en 2010
Pertenece al municipio de Dmítriyevskoye.